# Alfred Hülsberg
Alfred Hülsberg (Hamburgo, 22 de junho de 1927 — Porto Alegre, 2001) foi um oboísta, maestro, arranjador, compositor e professor alemão radicado em Porto Alegre, no Brasil, onde desenvolveu a parte mais importante de sua carreira.

## Biografia
Desde jovem interessado pela música, aos dez anos já escrevia suas primeiras composições. Depois fez cursos de regência, trabalhando com orquestras e corais, e em 1954 mudou-se para Porto Alegre. Trabalhou inicialmente como regente assistente da big band de jazz da Rádio Farroupilha, num período em que a rádio mantinha um conjunto de cerca de 60 músicos altamente qualificados e desenvolvia uma intensa agenda de transmissões ao vivo. Depois foi contratado pela Orquestra Sinfônica de Porto Alegre para atuar como primeiro oboísta, considerado pelo crítico Enio Squeff como um intérprete especialmente sensível e capaz de emocionar o ouvinte. Junto à OSPA atuaria por cerca de 40 anos em diversas outras funções, como maestro auxiliar, arranjador, compositor e professor da Escola da OSPA, formando muitos novos maestros e musicistas. Também regeu o Coro de Câmara da Divisão de Cultura do Estado, e foi membro do júri do Certame Musical organizado pelo Governo do Estado em 1974 por ocasião das grandes festividades do Biênio da Colonização e Imigração 1974-1975.
No Brasil estudou a música folclórica gauchesca, foi um dos primeiros a arranjá-la para orquestra sinfônica, sendo descrito em matéria do jornal Pioneiro como um arranjador "excelente, com uma aptidão especial para tornar atraente até uma melodia banal". Foi um dos destaques em composição no I Festival de Porto Alegre de 1963, e apesar de estar na cidade há apenas dez anos, sua contribuição para a música local já era tida como relevante pelo crítico Edison Nequete.
Teve obras registradas pela Orquestra do SESC, a OSPA e Renato Borghetti. Suas obras mais conhecidas são os ciclos de arranjos Cantigas Brasileiras, Danças Gaúchas e Canções Natalinas de Todos os Povos, a trilha sonora para o filme Pára Pedro de Pereira Dias, um sucesso de público do cinema regional, e a Rapsódia Nazaretheana, composta a partir de material de Ernesto Nazareth e gravada por Olinda Allessandrini ao piano e a Orquestra Sinfônica da Universidade de Caxias do Sul, obra selecionada pelo Instituto Piano Brasileiro para a série Por dentro das partituras e apresentada em concerto em Porto Alegre, em Caxias do Sul nas comemorações dos 50 anos da UCS, em Montenegro nos 45 anos da Fundarte, e no IV Festival Gramado in Concert. As Danças Gaúchas foram apresentadas pela OSPA em concerto comemorativo dos 50 anos do Conselho Estadual de Cultura. Seu arranjo da Suíte Transbrasil de Omar Fontana foi gravado pela Orquestra Sinfônica da Universidade de São Paulo. Arranjou as músicas e produziu o CD do 1º Musisacra – Primeira Festa da Música Sacra da Igreja Evangélica Luterana no Brasil. Orquestrou músicas de Henrique Mann, gravadas do CD Quintanares e Cantares.
Foi autor também da música do Hino da Revolução Farroupilha e do Hino do Centenário do Instituto de Educação General Flores da Cunha, do arranjo oficial para orquestra sinfônica do Hino do Rio Grande do Sul, e co-autor do arranjo do Hino da Legalidade. De acordo com matéria da Zero Hora, Hülsberg "deixou uma vasta e intensa contribuição para a música erudita, popular e regional brasileira", e segundo o crítico Luís Bissigo, foi "um dos músicos eruditos mais identificados com o folclore do Rio Grande do Sul. [...] Destacou-se pela combinação entre o universo sinfônico e a música popular".